# Гарасимів Юрій Антонович
Юрій Антонович Гарасимів (25 квітня 1899, м. Калуш — 29 червня 1975, м. Торонто, Канада) — підхорунжий Українських січових стрільців, хорунжий Української галицької армії, унтерштурмфюрер (хорунжий) 14-ї гренадерської дивізії військ СС «Галичина», ветеранський і громадський діяч у діаспорі.

## Життєпис
Народився 25 квітня 1899 року в Калуші. Навчався у гімназії в Стрию. 
У 1914 році намагався вступити до УСС, але через вік не був прийнятий, приєднався до формації у 1916 році. 
З листопада 1918 в УГА, брав участь у поході армії на Закарпаття у січні 1919 року. Згодом перебував у польському полоні.
Після війни повернувся до Стрия, де займався торгівлею. У жовтні 1939 року втік від радянської окупації до Кракова, а після втечі більшовиків у липні 1941 повернувся до Стрия. 
У 1943 році вступив до дивізії СС «Галичина», служив у батальйоні постачання. Пройшов з дивізією бойовий шлях через Словаччину, Словенію та Австрію. 
До 1948 року проживав з дружиною в Австрії, а згодом емігрував до Великої Британії, а потім до Канади. Проживав у Монреалі, співав у хорі «Думка», а також був співзасновником станиць «Братства УСС» та Братства колишніх вояків 1-ї Української дивізії УНА в Монреалі..
У 1974 році переїхав до Торонто, де й помер 29 червня 1975 року. Похований на цвинтарі «Проспект».

### Родина
- Гарасимів Антін — батько, відомий адвокат та громадський діяч.
- Гарасимів Олексій — брат, юрист, підхорунжий УСС, поручник УГА.
- Гарасимів Петро-Богдан — брат, лікар, сотник УГА.

## Твори
- Юрко Гарасимів: Десять днів на Підкарпаттю, Історичний Календар-Альманах Червоної Калини на 1930 рік, Львів, стор. 15—36

## Вшанування пам'яті
- 11 червня 2018 року на його честь відкрили меморіальну дошку в місті Калуші.[4]